# 烏丘爾河
烏丘爾河是俄羅斯的河流，位於哈巴羅夫斯克邊疆區和薩哈共和國內，屬於阿爾丹河的右支流，河道全長812公里，流域面積113,000平方公里。
烏丘爾河在每年11月開始結冰，直至翌年5月。